# Salsola congesta
Salsola congesta är en amarantväxtart som beskrevs av Nicholas Edward Brown. Salsola congesta ingår i släktet sodaörter, och familjen amarantväxter. Inga underarter finns listade i Catalogue of Life.